# 대한레슬링협회
대한레슬링협회(大韓레슬링協會, Korea Wrestling Federation, KWF)는 대한민국의 레슬링 종목 행정을 총괄하는 스포츠 행정 기구이다. 1946년 3월 14일에 '조선아마츄어레슬링연맹'으로 창설되었고, 1948년 7월에 '대한아마츄어레슬링연맹'으로 명칭을 변경했다. 1959년 4월에 '대한아마츄어레슬링협회'로 개칭한 후, 1968년 4월에 다시 '대한아마츄어레슬링연맹'으로 개칭하고, 1973년 7월에 '대한아마츄어레슬링협회'로 명칭을 다시 변경했다. 1997년 2월에 '대한레슬링협회'로 명칭을 변경했다.

## 참고 문헌
- 〈대한레슬링협회〉. 《두피디아》. 두산.
- 〈대한레슬링협회〉. 《네이버 기관단체사전》. 굿모닝미디어.
- 《2015 체육백서》. 대한민국 문화체육관광부. 2018.
- “대한체육회 회원종목단체 경영공시”. 대한체육회.